# Diócesis de Itabira-Fabriciano

Regional CNBB Leste 2.

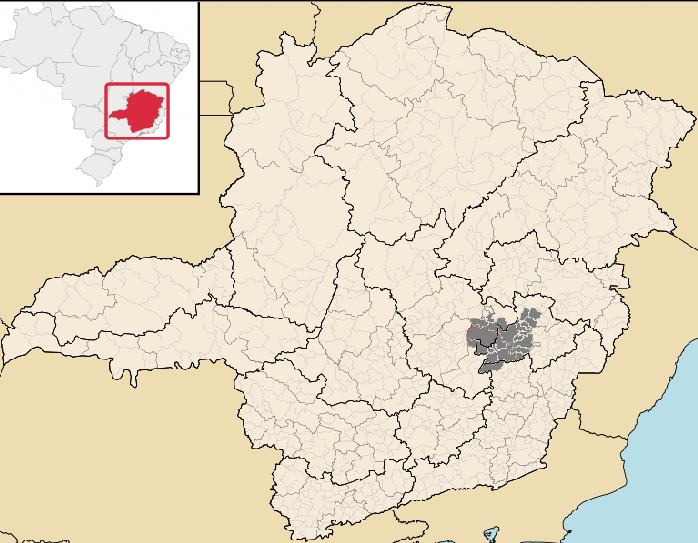
Mapa de la Diócesis de Itabira-Fabriciano.

La diócesis de Itabira-Fabriciano (en latín: Dioecesis Itabiren(sis)-Fabriciannen(sis) y en portugués: Diocese de Itabira-Fabriciano) es una circunscripción eclesiástica latina de la Iglesia católica en Brasil, sufragánea de la arquidiócesis de Mariana. La diócesis tiene al obispo Marco Aurélio Gubiotti como su ordinario desde el 21 de febrero de 2013. 

## Territorio y organización

Concatedral de San Sebastián

La diócesis tiene 8750 km² y extiende su jurisdicción sobre los fieles católicos de rito latino residentes en 24 municipios del estado de Minas Gerais: Itabira, Coronel Fabriciano, Alvinópolis, Antônio Dias, Bela Vista de Minas, Belo Oriente, Bom Jesus do Amparo, Dionísio, Ipatinga, Itambé do Mato Dentro, Jaguaraçu, João Monlevade, Marliéria, Mesquita, Nova Era, Passabém, Rio Piracicaba, Santa Maria de Itabira, Santana do Paraíso, São Domingos do Prata, São Gonçalo do Rio Abaixo, São José do Goiabal, São Sebastião do Rio Preto y Timóteo.
La sede de la diócesis se encuentra en la ciudad de Itabira, en donde se halla la Catedral de Nuestra Señora del Rosario. En Coronel Fabriciano se encuentra la Concatedral de San Sebastián.
En 2019 en la diócesis existían 50 parroquias.

## Historia
La diócesis de Itabira fue erigida el 14 de junio de 1965 con la bula Haud inani del papa Pablo VI, obteniendo el territorio de las arquidiócesis de Diamantina y Mariana.
El 1 de junio de 1979, en virtud del decreto Cum urbs de la Congregación para los Obispos, Coronel Fabriciano se convirtió en sede de una concatedral y la diócesis tomó su nombre actual.
El 24 de mayo de 1985 cedió una parte de su territorio para la erección de la diócesis de Guanhães mediante la bula Recte quidem del papa Juan Pablo II.
El 12 de octubre de 1988, con la carta apostólica Memoria persaepe, el papa Juan Pablo II confirmó a la Santísima Virgen María, venerada con el nombre de Nuestra Señora Aparecida, patrona de la diócesis.

## Estadísticas
De acuerdo al Anuario Pontificio 2020 la diócesis tenía a fines de 2019 un total de 608 220 fieles bautizados.
| Año                                                                             | Población            | Población | Población      | Sacerdotes | Sacerdotes    | Sacerdotes    | Bautizados por sacerdote | Diáconos permanentes | Religiosos | Religiosos | Parroquias |
| Año                                                                             | Bautizados católicos | Total     | % de católicos | Total      | Clero secular | Clero regular | Bautizados por sacerdote | Diáconos permanentes | Varones    | Mujeres    | Parroquias |
| ------------------------------------------------------------------------------- | -------------------- | --------- | -------------- | ---------- | ------------- | ------------- | ------------------------ | -------------------- | ---------- | ---------- | ---------- |
| 1965                                                                            | ?                    | 354 352   | ?              | 45         | 32            | 13            | ?                        |                      |            |            | 39         |
| 1970                                                                            | 300 000              | 370 000   | 81.1           | 39         | 39            |               | 7692                     |                      | 2          | 143        | 47         |
| 1976                                                                            | 380 000              | 430 545   | 88.3           | 39         | 18            | 21            | 9743                     |                      | 24         | 105        | 46         |
| 1980                                                                            | 628 000              | 721 000   | 87.1           | 36         | 20            | 16            | 17 444                   |                      | 20         | 100        | 33         |
| 1990                                                                            | 734 000              | 914 000   | 80.3           | 34         | 16            | 18            | 21 588                   |                      | 21         | 69         | 36         |
| 1998                                                                            | 640 000              | 800 000   | 80.0           | 53         | 31            | 22            | 12 075                   | 1                    | 27         | 36         | 36         |
| 1999                                                                            | 640 000              | 800 000   | 80.0           | 52         | 30            | 22            | 12 307                   | 1                    | 27         | 36         | 36         |
| 2001                                                                            | 600 000              | 800 000   | 75.0           | 54         | 33            | 21            | 11 111                   |                      | 40         | 48         | 40         |
| 2002                                                                            | 600 000              | 800 000   | 75.0           | 55         | 34            | 21            | 10 909                   |                      | 40         | 48         | 40         |
| 2003                                                                            | 600 000              | 800 000   | 75.0           | 55         | 34            | 21            | 10 909                   |                      | 40         | 48         | 41         |
| 2004                                                                            | 496 798              | 728 917   | 68.2           | 56         | 35            | 21            | 8871                     |                      | 30         | 54         | 41         |
| 2006                                                                            | 509 000              | 746 000   | 68.2           | 60         | 39            | 21            | 8483                     |                      | 34         | 57         | 42         |
| 2013                                                                            | 575 000              | 802 000   | 71.7           | 63         | 45            | 18            | 9126                     |                      | 23         | 48         | 49         |
| 2016                                                                            | 594 411              | 884 299   | 67.2           | 69         | 51            | 18            | 8614                     |                      | 25         | 53         | 49         |
| 2019                                                                            | 608 220              | 843 790   | 72.1           | 72         | 48            | 24            | 8447                     | 17                   | 27         | 45         | 50         |
| Fuente: Catholic-Hierarchy, que a su vez toma los datos del Anuario Pontificio. |                      |           |                |            |               |               |                          |                      |            |            |            |

## Episcopologio
- Marcos Antônio Noronha † (7 de julio de 1965-7 de noviembre de 1970 renunció)
- Mário Teixeira Gurgel, S.D.S. † (26 de abril de 1971-15 de mayo de 1996 retirado)
- Lélis Lara, C.SS.R. † (15 de mayo de 1996 por sucesión-22 de enero de 2003 retirado)
- Odilon Guimarães Moreira (22 de enero de 2003-21 de febrero de 2013 renunció)
- Marco Aurélio Gubiotti, desde el 21 de febrero de 2013